# 宇頭町
宇頭町（うとうちょう）は、愛知県岡崎市の町名。
本項では、宇頭町の一部より成立した宇頭北町（うとうきたまち）、宇頭東町（うとうひがしまち）、宇頭南町（うとうみなみまち）についても記述する。

## 地理
岡崎市の西端に位置し、北から西、南にかけて安城市と接している。宇頭町は小字を、宇頭北町は丁目を、宇頭東町、宇頭南町は番地を持つ。

### 河川
- 鹿乗川
- 東鹿乗川

### 小字・丁目・番地

#### 宇頭町
| - 字池下（いけした） - 字稲荷（いなり） - 字井ノ上（いのうえ） - 字上ノ畑（うえのはた） - 字釜ノ口（かまのくち） - 字上堀所（かみほりしょ） - 字唐桶（からおけ） - 字北家下（きたやした） - 字狐田（きつねだ） - 字久屋名（くやな） - 字小薮（こやぶ） - 字後久（ごきゅう） | - 字才六（さいろく） - 字下堀所（しもほりしょ） - 字下山田（しもやまだ） - 字正万（しょうまん） - 字新長者屋敷（しんちょうじゃやしき） - 字新畑（しんばた） - 字長合（ちょうあい） - 字出口（でぐち） - 字戸崎（とさき） - 字西側（にしがわ） - 字西山（にしやま） | - 字東側（ひがしがわ） - 字東山（ひがしやま） - 字瓢丹（ひょうたん） - 字法花（ほっけ） - 字仏坊（ほとげぼう） - 字的場（まとば） - 字南家下（みなみやした） - 字向山（むかいやま） - 字山ノ神（やまのかみ） - 字楮（ろくえ） - 字楮山（ろくえやま） |

#### 宇頭北町
- 1丁目
- 2丁目

#### 宇頭東町
- 1
- 2
- 5
- 6

#### 宇頭南町
- 1
- 2
- 5
- 6
- 7
- 8
- 9
- 10

## 世帯数と人口
2019年（令和元年）5月1日現在の世帯数と人口は以下の通りである。
| 町丁     | 世帯数    | 人口    |
| -------- | --------- | ------- |
| 宇頭町   | 1,562世帯 | 3,627人 |
| 宇頭北町 | 337世帯   | 719人   |
| 宇頭東町 | 77世帯    | 181人   |
| 宇頭南町 | 129世帯   | 298人   |

### 人口の変遷
国勢調査による人口の推移
宇頭町
| 1995年（平成7年）  | 1,577人 | [ 9 ]  |  |
| 2000年（平成12年） | 1,644人 | [ 10 ] |  |
| 2005年（平成17年） | 1,826人 | [ 11 ] |  |
| 2010年（平成22年） | 1,854人 | [ 12 ] |  |
| 2015年（平成27年） | 1,931人 | [ 13 ] |  |

宇頭北町
| 1995年（平成7年）  | 701人 | [ 9 ]  |  |
| 2000年（平成12年） | 696人 | [ 10 ] |  |
| 2005年（平成17年） | 680人 | [ 11 ] |  |
| 2010年（平成22年） | 727人 | [ 12 ] |  |
| 2015年（平成27年） | 706人 | [ 13 ] |  |

宇頭東町
| 2010年（平成22年） | 187人 | [ 12 ] |  |
| 2015年（平成27年） | 193人 | [ 13 ] |  |

宇頭南町
| 1995年（平成7年）  | 332人 | [ 9 ]  |  |
| 2000年（平成12年） | 336人 | [ 10 ] |  |
| 2005年（平成17年） | 312人 | [ 11 ] |  |
| 2010年（平成22年） | 289人 | [ 12 ] |  |
| 2015年（平成27年） | 312人 | [ 13 ] |  |

## 小・中学校の学区
市立小・中学校に通う場合、学区は以下の通りとなる。
| 町丁     | 番・番地等 | 小学校               | 中学校             |
| -------- | ---------- | -------------------- | ------------------ |
| 宇頭町   | 全域       | 岡崎市立矢作西小学校 | 岡崎市立矢作中学校 |
| 宇頭北町 | 全域       | 岡崎市立矢作西小学校 | 岡崎市立矢作中学校 |
| 宇頭東町 | 全域       | 岡崎市立矢作西小学校 | 岡崎市立矢作中学校 |
| 宇頭南町 | 全域       | 岡崎市立矢作西小学校 | 岡崎市立矢作中学校 |

## 歴史
碧海郡宇頭村を前身とする。
8世紀中頃に、碧海郡駅家郷ができた。927年成立の延喜式で、三河国三駅の1つとして鳥捕駅が挙げられている。
江戸時代には岡崎藩により治められた。

### 沿革
- 1889年（明治22年）10月1日 - 町村制施行・合併に伴い、志貴村大字宇頭となる[18]。
- 1906年（明治39年）5月1日 - 合併に伴い、矢作町大字宇頭となる[19]。
- 1955年（昭和30年）4月1日 - 岡崎市へ編入し、同市宇頭町となる[19]。
- 1979年（昭和54年）12月1日 - 一部を分離し、宇頭南町を設置[5]。
- 1982年（昭和57年）10月21日 - 一部を分離し、宇頭北町を設置[5]。
- 2000年（平成12年）11月8日 - 一部を分離し、宇頭東町を設置[5]。

### 史跡
- 宇頭古墳群
- 宇頭大塚古墳
- 北裏古墳
- 後久第1号墳
- 後久第2号墳
- 戸崎第1号墳
- 戸崎第2号墳
- 荒子古墳
- 釜ノ口第1号墳
- 釜ノ口第2号墳
- 釜ノ口第3号墳

## 交通

### 鉄道
- 名鉄名古屋本線
  - 宇頭駅

### 道路
- 国道1号
- 愛知県道26号岡崎環状線（長瀬南通り）
- 愛知県道286号安城桜井線

## 施設

### 宇頭町
- 岡崎市立矢作西小学校
- 岡崎市西部地域福祉センター
- 岡崎市矢作市民センター
- 岡崎市矢作体育館
- 岡崎宇頭郵便局
- 西尾信用金庫宇頭支店
- JAあいち三河矢作支店宇頭店
- 中部電力岡崎変電所
- 三河日産自動車日産ギャラリー岡崎宇頭
- 福山通運岡崎支店
- サカイ引越センター岡崎支社
- ダイワスーパー[20][21]
- ファミリーマート岩本宇頭店
- すき家1国岡崎宇頭店
- 宇頭山観音寺
- 聖善寺
- 宇頭神明社
- 宇頭公園
- 大塚公園

### 宇頭南町
- 岡崎市西部学校給食センター
- 的場公園

### 宇頭北町
- 薬王寺

## ギャラリー
- 岡崎市西部地域福祉センター
- 岡崎市立矢作西小学校
- 宇頭駅
- 宇頭公園
- 宇頭公園
- 宇頭神明社
- 矢作西学区市民ホーム
- ダイワスーパー[20][21]
- 的場公園（宇頭南町）

## その他

### 日本郵便
- 集配担当する郵便局は以下の通りである[22]。

| 町丁     | 郵便番号 | 郵便局     |
| -------- | -------- | ---------- |
| 宇頭町   | 444-0905 | 岡崎郵便局 |
| 宇頭北町 | 444-0906 | 岡崎郵便局 |
| 宇頭東町 | 444-0950 | 岡崎郵便局 |
| 宇頭南町 | 444-0949 | 岡崎郵便局 |

## 参考資料
- 「角川日本地名大辞典」編纂委員会 編『角川日本地名大辞典 23 愛知県』角川書店、1989年3月8日。ISBN 4-04-001230-5。
- 有限会社平凡社地方資料センター 編『日本歴史地名体系第23巻 愛知県の地名』平凡社、1981年。ISBN 4-582-49023-9。
- 新編岡崎市史編さん委員会 編『新編岡崎市史 総集編 20』1993年。